# William Froude
William Froude (n. 28 noiembrie 1810, Devon, Anglia, Regatul Unit al Marii Britanii și Irlandei – d. 4 mai 1879, Simonstad, Provincia Western Cape, Africa de Sud) a fost un om de știință englez, fizician și inginer, specializat în dinamica fluidelor și hidrodinamică navală. A fost primul om de știință care a formulat în mod sistematic teoria [[rezistență la înaintare |rezistenței la înaintareîî în apă a carenelor navelor. De numele său este legat Numărul Froude (Fr), un parametru adimensional folosită în hidraulică pentru caracterizarea unor curgeri, în special cele cu suprafață liberă, la care forțele predominante sunt cele de inerție și gravitația. De asemenea, un criteriu de similitudine hidraulică îi poartă numele.

## Biografie
William Froude s-a născut la 28 noiembrie 1810, în mica localitate Dartington din comitatul Devon (în sud-vestul Angliei). Tatăl său, Robert Froude, era arhidiacon al bisericii anglicane din Totnes.
Și-a efectuat studiile superioare la Westminster School, apoi la Colegiul Oriel al Universității Oxford, unde s-a clasat primul la matematici în 1832.
S-a angajat ca inspector la South Eastern Railway (o companie de căi ferate din sud-estul Angliei). În 1837, inginerul-șef al companiei, renumitul Brunel, i-a încredințat responsabilitatea construcției sectorului de cale ferată dintre Bristol și Exeter. În cursul proiectării lucrărilor respective, Froude a pus la punct o metodă empirică de stabilire a racordării optime între sectoarele drepte și cele în curbă ale căii ferate. Tot aici a introdus o metodă alternativă de proiectare a podurilor în arc „oblice” (neperpendiculare pe valea care trebuia traversată).
La sugestia lui Brunel, William Froude și-a îndreptat atenția spre ingineria navală, efectuând studii teoretice și experimentale referitoare la hidrodinamica și stabilitatea navelor. Comunicările sale științifice din 1861 de la Institution of Naval Architects au pus fundamentele proiectării moderne a carenelor navelor.
William Froude a murit la 4 mai 1879 în orașul Simonstown din Africa de Sud, în timp ce se afla într-o vacanță ca oaspete oficial al Royal Navy; a fost îngropat acolo cu onoruri militare.

## Contribuții științifice

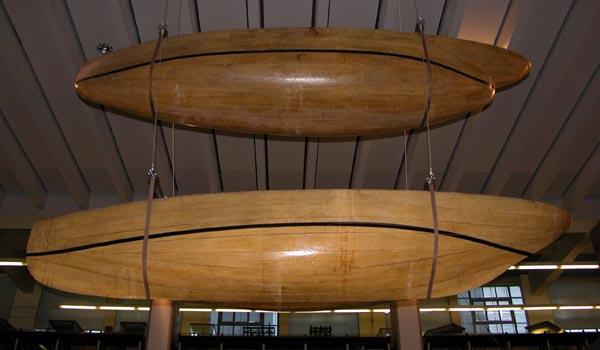
Modelele carenelor navelor Swan și Raven, expuse la Science Museum, Londra

În domeniul ingineriei civile William Froude a stabilit metode pentru racordarea optimă a sectoarelor de cale ferată (între secțiunile drepte și cele în curbă), precum și metode alternative de proiectare a podurilor în arc.
În domeniul hidrodinamicii navale Froude a pus bazele modelării hidraulice a curgerilor cu suprafață liberă, prin punerea în evidență a influenței Numărului Froude asupra „efectelor de scară” întâlnite la determinarea rezistenței la înaintare a navelor cu ajutorul modelelor la scară redusă. Primele sale experimente în acest domeniu au constat în modelarea la scări diferite a unei carene de nave; folosind o serie de modele cu lungimea de 3, 6 și 12 ft, el a arătat limitele până la care rezistențele la înaintare ale modelelor respective coincid (după transpunerea la scara 1:1). Studiile experimentele efectuate de Froude au convins amiralitatea britanică să construiască la 
Torquay primul bazin hidrostatic de încercări navale din lume.
În 1877 Amiralitatea britanică i-a încredințat lui Froude realizarea unei aparaturi capabile să măsoare a puterea motoarelor navale mari. În acest scop William Froude a inventat și a construit efectiv primul dinamometru hidraulic cunoscut pe plan mondial.